# 卡斯特罗德菲拉夫雷斯
卡斯特罗德菲拉夫雷斯，是西班牙安达卢西亚自治区阿尔梅里亚省的一个市镇。总面积29平方公里，总人口174人（2001年），人口密度6人/平方公里。